# آماكس
آماكس (بالإنجليزية: AMAX) هو برنامج اعتماد أمريكي طورته رابطة الصناعات الإلكترونية (EIA) والرابطة الوطنية للمذيعين (NAB) في عام 1993. تناول برنامج مراقبة الجودة هذا كل من تطورات مستقبل المستهلك وسلسلة محطات البث الإذاعي AM. تم تصميم المستقبلات وأجهزة الاستقبال التي تقدم AMAX Stereo لالتقاط أكبر استجابة للتردد الصوتي وفصل ستيريو لبث AM stereo ، حيثما كان ذلك متاحًا.